# Monobia deplanata
Monobia deplanata är en stekelart som beskrevs av Adolpho Ducke 1908. Monobia deplanata ingår i släktet Monobia och familjen Eumenidae. Inga underarter finns listade i Catalogue of Life.